# Karina Rubio Reche
Karina Rubio Reche (Manresa, 30 de novembre de 1974) és una ballarina catalana de ball esportiu, entrenadora i jutgessa d'aquesta modalitat. Ha estat campiona en diverses edicions de la modalitat de ball llatí, incloent-hi els campionats estatals de 1995 i, més tard, de 1999 i 2000, fent parella respectivament amb en Jesús Rubio, el seu germà, i l'Eduard Casasampere.També ha estat subcampiona en altres edicions, el 1997 i el 1998. Exerceix com a jutgessa en competicions tant nacionals com internacionals. Des del 1994, gestiona amb el seu germà l'escola Swing Manresa de Manresa.